# James Lang
James Lang (Mobile, Alabama, 17 de octubre de 1983) es un exjugador de baloncesto estadounidense que disputó una temporada en la NBA, además de jugar en la LEB Oro española, en la liga israelí, la NBA D-League y en otras ligas menores de su país. Con 2,08 metros de estatura, lo hacía en la posición de ala-pívot.

## Trayectoria deportiva

### High School
Jugó durante tres temporadas en el Shaw High School en Mobile, para posteriormente trasladarse a Birmingham, donde jugaría otras dos en el Central Park Christian High School, promediando en total 19,1 puntos y 12,8 rebotes por partido. En su última temporada de instituto promedió 21 puntos, 14 rebotes, 4 tapones y 3 asistencias, siendo la pieza clave para la consecución del título nacional de su institudo de escuelas católicas. Esa temporada disputó además el prestigioso McDonald's All American Game, en el que logró 15 puntos y 10 rebotes en 17 minutos de juego.

### Profesional
Sin pasar por la universidad, fue elegido en la cuadragésimo octava posición del Draft de la NBA de 2003 por New Orleans Hornets, con los que firmó por una temporada, pero fue despedido en el mes de diciembre sin debutar en el equipo. Se marchño entonces a jugar en ligas menores, haciéndolo primero en los Oklahoma Storm de la USBL, posteriormente en los Asheville Altitude de la NBA D-League, en donde promedió 4,7 puntos y 4,0 rebotes en los tres partidos que disputó, y finalmente en los Portland Reign de la renacida ABA.
En 2005 hizo su primera incursión en el baloncesto internacional, fichando por el Club Basquet Inca de la liga LEB, donde aterrizó con unos importantes problemas de sobrepeso. Regresó a su país al término de la temporada, fichando por los Utah Jazz, pero fue despedido al término de la pretemporada. Entró entonces en el draft de la NBADL, siendo elegido por los Arkansas RimRockers en el puesto 12. Allí jugó la temporada completa, promediando 8,3 puntos y 5,0 rebotes por partido.
En 2006 tiene por fin la oportunidad de jugar en la NBA, fichando como agente libre por los Washington Wizards, haciéndolo en 11 partidos, en los que promedió tan solo 1 punto y 1 rebote. Regresó entonces a la liga de desarrollo para jugar con los Utah Flash, donde en su primera temporada hizo los mejores números como jugador profesional, promediando 12,4 puntos y 7,0 rebotes por partido.
Al año siguiente fichó por el Maccabi Rishon LeZion de la liga israelí, pero solo jugó 8 partidos, en los que promedió 3,6 puntos y 2,5 rebotes, regresando a los Flash, donde acabaría su carrera deportiva.
En 2009 sufrió un ataque cerebrovascular que le dejó paralizado su lado izquierdo.

## Estadísticas de su carrera en la NBA

### Temporada regular
| Temporada | Edad | Equipo             | Liga | P  | TIT | MIN | TC  | TCA | %TC  | 3P  | 3PA | %3P | TL  | TLA | %TL  | R.OF. | R.DEF. | REB | ASIS | ROB | TAP | PER | FP  | PTS |
| 2006-07   | 23   | Washington Wizards | NBA  | 11 | 0   | 5.0 | 0.4 | 0.8 | .444 | 0.0 | 0.0 |     | 0.3 | 0.5 | .600 | 0.5   | 0.5    | 1.0 | 0.2  | 0.0 | 0.3 | 0.2 | 1.3 | 1.0 |
| Total     |      |                    | NBA  | 11 | 0   | 5.0 | 0.4 | 0.8 | .444 | 0.0 | 0.0 |     | 0.3 | 0.5 | .600 | 0.5   | 0.5    | 1.0 | 0.2  | 0.0 | 0.3 | 0.2 | 1.3 | 1.0 |